# Hamza Mathlouthi
Hamza Mathlouthi (arabisch حمزة المثلوثي, DMG Ḥamza al-Maṯlūṯī; * 25. Juli 1992 in Zarzouna) ist ein tunesischer Fußballspieler.

## Karriere

### Klub
Er startete seine Karriere in der Jugend von CA Bizertin und ging dort von der U19 zur Saison 2010/11 fest in die erste Mannschaft über. Zum Start der Spielzeit 2016/17 wechselte er zu CS Sfax. Mit beiden Klubs gewann er jeweils einmal den Pokal. Seit Oktober 2020 ist er beim Al Zamalek SC in Ägypten aktiv. Mit diesen gewann er bislang zwei Mal die Meisterschaft und einmal den Pokal.

### Nationalmannschaft
Seinen ersten bekannten Einsatz für die tunesischen A-Nationalmannschaft hatte er am 5. März 2014, bei einem 1:1-Freundschaftsspiel gegen Kolumbien. Nach ein paar weiteren Freundschaftsspielen ging es für ihn dann weiter bei der Qualifikation für den Afrika-Cup 2015, bei dem er später auch im Kader der Endrunde stand und ein paar Einsätze bekam. Auch bei der Afrikanischen Nationenmeisterschaft 2016 war er nach der Qualifikation mit der Mannschaft dabei, mit welcher er es hier bis ins Viertelfinale schaffte.
Dann folgte aber ein paar Jahre mit nur wenigen Einsätzen. Zwar war er auch im Kader der Mannschaft beim Afrika-Cup 2017, saß hier jedoch nur auf der Bank. Sein nächstes Turnier mit Einsatzzeit, war dann der FIFA-Arabien-Pokal 2021, bei welchem er in einem Gruppenspiel eingesetzt wurde. Zuletzt stand er auch im Kader beim Afrika-Cup 2022, wo er in allen drei Gruppenspielen eingesetzt wurde. 